# Hans Peter Fuchs
Hans Peter Fuchs-Eckert (16 de junio de 1928, Berna - 18 de noviembre de 1999 ibíd.) fue un botánico y pteridólogo suizo.

## Algunas publicaciones
- 1992. Supplementum Ad Indicem Isoëtalium: Continens Quam Locupletissime Nomina Inter Annos 1950 Et 1989 Rite Edita Necnon Nomina in Schedis Vel Manuscriptis Non Rite Editis Proposita. 61 pp.

- 1992. La Sassifraga pungente o Sassifraga di Vandelli: Saxifraga Vandellii L.Chr. von Vest. Editor Banca popolare, 15 pp.

- 1991. Enumeratio publicationum ab Hans Peter Fuchs-Eckert inter annos 1952 et 1990 publicatarum. Ed. Hans Peter, 14 pp.

- 1990. Il frasnej: sanguisorba dodecandra Moretti. Editor Banca popolare. 8 pp.

- 1988. Histoire de la botanique en Valais. Bull. de la Murithienne. 159 pp.

- 1986. Isoetáceas. As plantas. Parte 1 de Flora Ilustrada Catarinense. Editor Herbario "Barbosa Rodrigues", 42 pp.

- 1986. Importanza di giardini botanici in rapporto ai parchi nazionali. 15 pp.

- 1985. Johann Caspar Bauhin- einziger überlebender Sohn von Caspar Bauhin und vierter Inhaber des Lehrstuhls für Anatomie und Botanik an der Universität Basel. 23 pp.

- 1981. Die Familie Bauhin in Basel. 18 pp.

- 1980. Beiträge zur Nomenklatur und Taxonomie der Schweizer Flora. Vols. 9-10, Feddes Repertorium 90. Editor Akademie-Verlag, 165 pp.

- 1975. Die"icones plantarum et analyses partium" des Casimir Christoph Schmidel. 92 pp.

- 1974. The Correct Name of the Alpine Lady Fern. 50 pp.

- 1970. Ecological and Palynological Notes on Pelliciera Rhizophorae

- 1967. Pollen Morphology of the Family Bombacaceae

- 1960. The Nomenclature of a Japanese Ophioglossum

- 1959. Zederbauera, eine neue orientalische Cruciferen-Gattung. Ed. Berger, 170 pp.

- 1958. Nomenclature Proposals for the Montreal Congress

- 1955. Urostachys (Herter 1909, 5/29) Herter 1922, 249 nomen genericum conservandum?. Verhandlungen der Naturforsch. Ges. in Basel 66. 48 pp.

- La abreviatura «H.P.Fuchs» se emplea para indicar a Hans Peter Fuchs como autoridad en la descripción y clasificación científica de los vegetales.[2]